# Fernand Rauzéna
Fernand Rauzéna född 24 september 1900 i Rennes Frankrike död 20 augusti 1976 i Dijon Frankrike var en skådespelare. Rauzéna agerade röst när Stan Laurel dubbades till franska.

## Filmografi (urval)
- 1949 - Singoalla